# Wilhelm den fete av Lüneburg
Wilhelm "den fete" av Lüneburg, Wilhelm "der Fette", född 11 april 1184 i Winchester, död 13 december 1213, greve av Lüneburg 1202–1213. Son till hertig Henrik Lejonet av Sachsen och Bayern (1129 eller 1130–1195) och Mathilda av England (1155 eller 1156-1189).
Wilhelm "den fete" gifte sig 1202 med Helena Valdemarsdotter av Danmark (död 1233). Paret fick följande barn:
1. Otto Barnet av Braunschweig-Lüneburg (1204–1252), förste hertig av Braunschweig-Lüneburg